# العلاقات الفنلندية الميكرونيسية
العلاقات الفنلندية الميكرونيسية هي العلاقات الثنائية التي تجمع بين فنلندا وولايات ميكرونيسيا المتحدة.

## مقارنة بين البلدين
هذه مقارنة عامة ومرجعية للدولتين:
| وجه المقارنة                                              | فنلندا                                                                               | ولايات ميكرونيسيا المتحدة |
| --------------------------------------------------------- | ------------------------------------------------------------------------------------ | ------------------------- |
| المساحة (كم2)                                             | 338.42 ألف                                                                           | 702                       |
| عدد السكان (نسمة)                                         | 5.52 مليون                                                                           | 105.54 ألف                |
| الكثافة السكانية (ن./كم²)                                 | 16.31                                                                                | 15.03 ألف                 |
| العاصمة                                                   | هلسنكي                                                                               | باليكير                   |
| اللغة الرسمية                                             | اللغة الفنلندية، اللغة السويدية                                                      | لغة إنجليزية              |
| العملة                                                    | يورو، ماركا فنلندية                                                                  | دولار أمريكي              |
| الناتج المحلي الإجمالي (بليون دولار)                      | 251.88 مليار                                                                         | 336.43 مليون              |
| الناتج المحلي الإجمالي (تعادل القوة الشرائية) بليون دولار | 231.84 مليار                                                                         | 365.27 مليون              |
| الناتج المحلي الإجمالي الاسمي للفرد دولار أمريكي          | 42.31 ألف                                                                            | 3.02 ألف                  |
| الناتج المحلي الإجمالي للفرد دولار أمريكي                 | 40.68 ألف                                                                            |                           |
| مؤشر التنمية البشرية                                      | 0.883                                                                                | 0.640                     |
| رمز المكالمات الدولي                                      | +358                                                                                 | +691                      |
| رمز الإنترنت                                              | .fi                                                                                  | .fm                       |
| المنطقة الزمنية                                           | ت ع م+02:00، ت ع م+03:00، أوروبا/هلسنكي ‏، توقيت شرق أوروبا، توقيت شرق أوروبا الصيفي ‏ |                           |

## منظمات دولية مشتركة
يشترك البلدان في عضوية مجموعة من المنظمات الدولية، منها:
| علم المنظمة | اسم المنظمة                               | تاريخ انضمام فنلندا | تاريخ انضمام ولايات ميكرونيسيا المتحدة |
| ----------- | ----------------------------------------- | ------------------- | -------------------------------------- |
|             | بنك التنمية الآسيوي                       | 1966                | 1990                                   |
|             | مؤسسة التنمية الدولية                     | 29 ديسمبر 1960      | 24 يونيو 1993                          |
|             | يونسكو                                    | 10 أكتوبر 1956      | 19 أكتوبر 1999                         |
|             | وكالة ضمان الاستثمار متعدد الأطراف        | 28 ديسمبر 1988      | 11 أغسطس 1993                          |
|             | الأمم المتحدة                             | 14 ديسمبر 1955      | 17 سبتمبر 1991                         |
|             | البنك الدولي للإنشاء والتعمير             | 14 يناير 1948       | 24 يونيو 1993                          |
|             | الاتحاد الدولي للاتصالات                  | 1 سبتمبر 1920       | 18 مارس 1993                           |
|             | منظمة حظر الأسلحة الكيميائية              | ?                   | ?                                      |
|             | مؤسسة التمويل الدولية                     | 20 يوليو 1956       | 24 يونيو 1993                          |
|             | المركز الدولي لتسوية المنازعات الاستشارية | 8 فبراير 1969       | 24 يوليو 1993                          |

## وصلات خارجية
- موقع وزارة الخارجية الفنلندية